# Арчибальд Лоу
Арчибальд Монтгомері Лоу (англ. Archibald Montgomery Low; 17 жовтня 1888 – 13 вересня 1956) був англійським інженер-консультантом, дослідником з фізики і винахідником, а також автором більше ніж 40 книг.
Вважається, що він був першим хто вніс великий вклад в появу радіотехнічних систем наведення, оскільки був піонером в створенні керованих ракет, літаків і торпед. Він був піонером багатьох напрямків, часто наставляючи на шлях інших, але відсутність дисципліни заважала йому доводити проекти до завершення, часто відволікався на нові ідеї. Якби не його нездатність доводити речі до висновку, Лоу міг би ввійти в історію як один із видатних людей в науці. Багато з наукових сучасників не поважали його, через те, що він вживав титул "Професор", хоча технічно не мав право робити це, оскільки він не обіймав посаду в академічній кафедрі. Його пристрасть до публічності і гласності також не додавала любові оточення.
Арчибальд М. Лоу був одним із перших хто сформулював концепцію телебачення на початку 1920-их.

## Рання кар'єра
Лоу працював разом із своїм дядьком, Едвардом Лоу в його інженерній компанії що називалася "The Low Accessories and Ignition Company", яка в той час була другою найпершою інженерною компанією в лондонському Сіті. На жаль компанія була в постійній боротьбі за платоспроможність. Едвард Лоу зробив все що він міг зробити фінансово або допомогти своєму племіннику втілити свої ідеї, але він потребував багатого інвестора. В до воєнний період Лоу постійно приходив із новими великими ідеями, такими як його двигун внутрішнього згоряння, або гаджетами як котла для варки яєць який свистить, який він назвав "Шантеклер". Він досить добре продавався, що принесло йому деяку кількість так необхідних грошей. Він також експериментував із газовими турбінами, але сплави, які були доступні на той час не витримували необхідної температури.
В травні 1914 Лоу зробив першу демонстрацію прототипу телебачення, він назвав його TeleVista. Цю демонстрацію він провів для "Інституту автомобільної інженерії" і назвав її "Бачення по проводу".  Винахід був досить сирим і не розвинутим але втілював ідею. Основним недоліком були елементи з селену, який використовувався для перетворення світлові хвилі в електричні імпульси, які мали не велику реакцію відповіді тому псували ефект.
Але демонстрація, звичайно, отримала багато інтересу з боку медіа включаючи The Times яке опублікувало 30 травня;

| Ліві лапки | Винахідник, Др. А. М. Лоу, знайшов спосіб передачі візуальних зображень за допомогою дроту. Якщо далі дослідження буде вдалим, ми скоро будемо здатні бачити людей на відстані. | Праві лапки |

29 травня газета Daily Chronicle повідомляла;

| Ліві лапки | Др. Лоу вперше зробив публічну демонстрацію, із винайденим ним новим апаратом, для бачення, як він каже за допомогою електрики, за допомогою якого люди, що користуються телефоном зможуть бачити один одного одночасно. | Праві лапки |

Лоу, звісно не зміг продовжити свою ранню перспективну роботу, здебільшого через власний характер і, звісно, через те, що пізніше того ж року почалася Перша світова війна.

## Перша світова війна
Коли почалася війна, Лоу пішов до армії і отримав підготовку офіцера. Після декількох місяців він отримав звання капітана і направлений до "Королівського льотного корпусу", що передував повітряним силам Великої Британії. Його завданням було використати дослідження свого цивільного життя і віднайти спосіб дистанційного керування літаком, аби згодом це можна було застосувати для керованої ракети. Разом із двома іншими офіцерами (капітаном Poole і лейтенантом Bowen) під його командуванням, приступили до роботи аби перевірити чи це взагалі можливо. Проект називався "Повітряна ціль" ("Aerial Target") або AT, спеціально аби німці подумали, що проект стосується побудови безпілотного літака для випробування протиповітряних сил. Після того як вони побудували прототип, генерал David Henderson (Генеральний директор військової аеронавтики) наказав, аби був створений проект "Royal Flying Corps Experimental Works" для побудови першої справжньої "Aerial Target" із вибуховою боєголовкою. Як голова експериментальної роботи, Лоу отримав в підряджених близько 30 відібраних людей, робітників різних напрямків, теслярів, авіабудівників аби безпілотний літак побудували як змога швидше. Літак, Ruston Proctor AT створив Генрі Фоленд. Його перше випробування відбулося 21 березня 1917. AT запускалася із кузова вантажного автомобіля за допомогою системи із стисненим повітрям. Лоу і його команда успішно продемонстрували можливість керування літаком перед тим як відмова мотора привела до його аварійної посадки.
Наступне повне випробування 6 липня 1917 було коротким, оскільки апарат було втрачено одразу на зльоті. Пізніше в літак було додано електричний гіроскоп (теж у перше), але зрештою проект "Повітряна ціль" не було продовжено після війни, через недалекоглядність військових планів. В 1917 Лоу і його команда також винайшла першу електрично-керовану ракету (першу в світі дистанційну, або керовану через дріт ракету), майже повністю подібна на ту яку використовували німецькі сили в 1942 проти торгових судів. Винаходи Лоу під час війни значною мірою з’явилися до їхнього часу і тому були недооцінені тодішнім урядом, хоча німці уже розуміли якими небезпечними можуть бути ці винаходи. В 1915 були скоєні дві спроби вбивства Лоу; при першому були здійснені постріли через вікно його лабораторії на Пол Стріт; друга спроба була здійснена відвідувачем із німецьким акцентом, який прийшов до офісу Лоу і запропонував йому сигарету, і як виявилося після аналізу, вона містила достатньо хлориду стрихніна аби вбити людину.